# Listă de actori neozeelandezi
Aceasta este o listă de actori neozeelandezi.

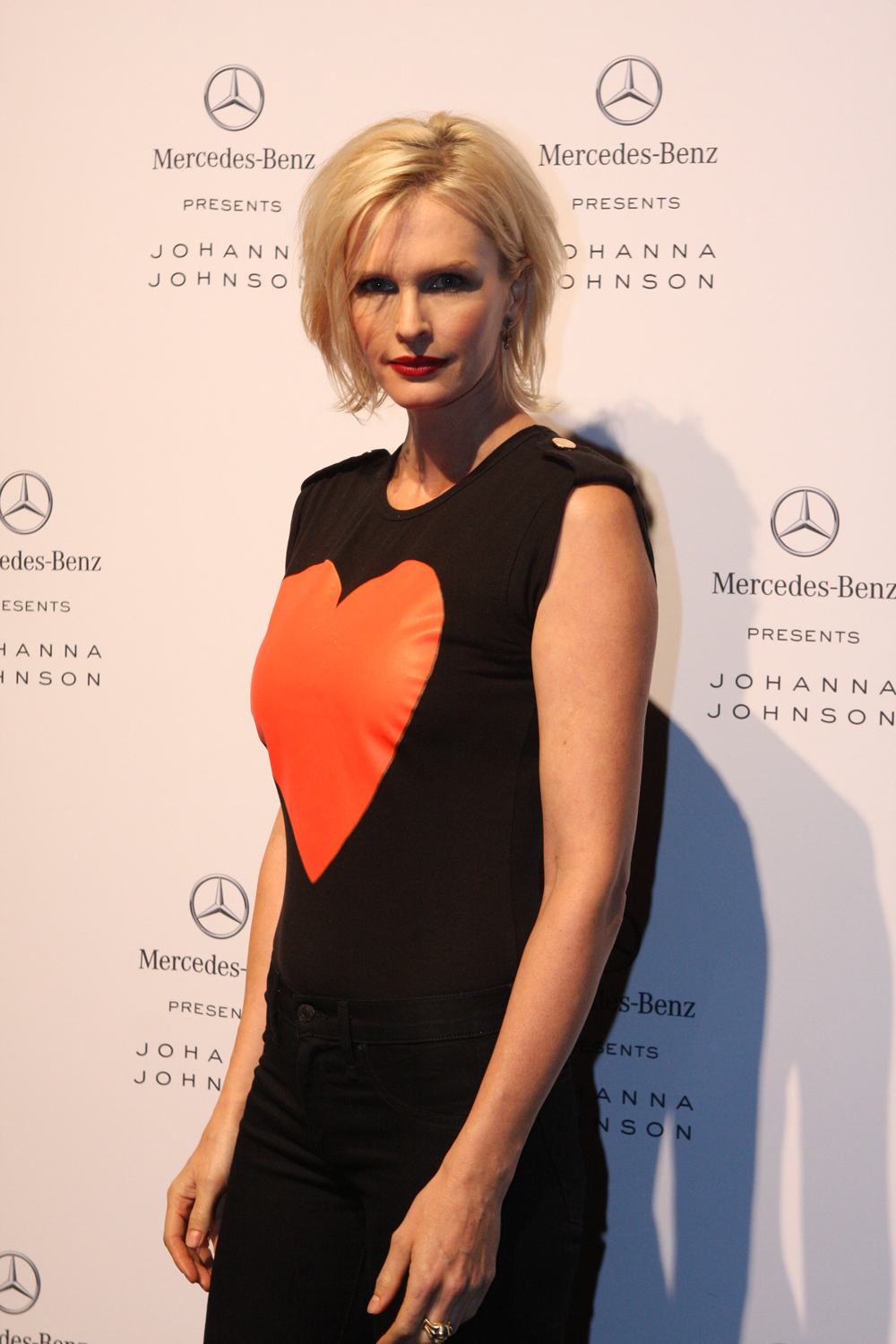
Kylie Bax

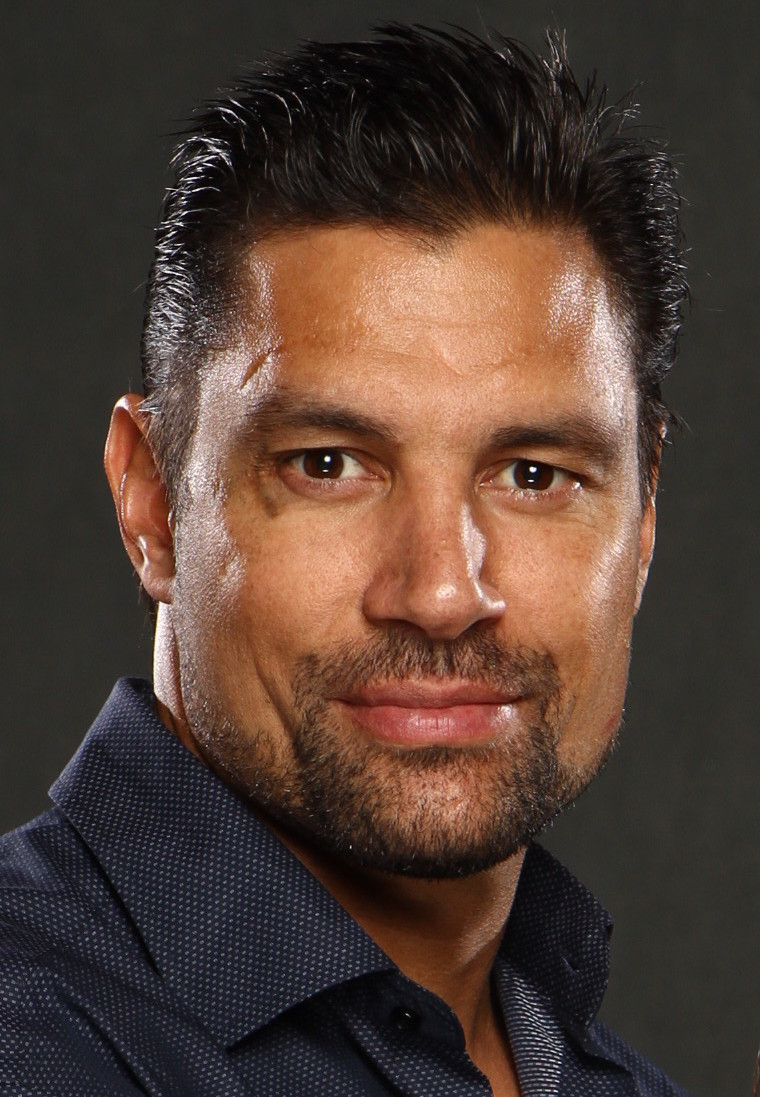
Manu Bennett, 2014

Cuprins: Început - 0–9 A B C D E F G H I J K L M N O P Q R S T U V W X Y Z

## A
- Andy Anderson - actor

## B
- Terence Bayler
- Tim Balme - actor și scenarist
- Kylie Bax - model și actriță
- Zoë Bell - cascadoare  și actriță
- Manu Bennett - actor
- Jeremy Birchall
- Ken Blackburn - actor
- Angela Bloomfield - actriță
- Jaquie Brown - actriță

## C
- Dwayne Cameron - actor
- Keisha Castle-Hughes - actriță nominalizată la Premiile Oscar
- Lisa Chappell - actriță
- John Clarke - actor, comic (s-a mutat în Australia)
- Jemaine Clement - membru al duo-ului de comedie  Flight of the Conchords
- Danielle Cormack - actriță
- Shane Cortese - actor
- Russell Crowe - actor și cântăreț
- Marton Csokas - actor
- Cliff Curtis - actor

## D
- Alan Dale - actor
- Rhys Darby - actor și comic
- Tammy Davis - actor
- Eru Potaka-Dewes

## E
- Pat Evison (dec.) - actriță

## F
- David Fane - actor și comic
- Deb Filler - actriță

## G
- Jon Gadsby - actor
- Rebecca Gibney - actriță
- Daniel Gillies - actor

## H
- Mark Hadlow - actor
- George Henare - actor
- Martin Henderson - actor
- Bruce Hopkins - actor,  artist de voce, prezentator TV, MC, fondator al Action Actors; a jucat în Lord Of The Rings
- Rachel Hunter - model
- Anna Hutchison - actriță

## J
- Billy T. James (dec.) - comic, actor

## K
- Wi Kuki Kaa - actor
- Oscar Kightley - actor
- Vincent Klyn
- Charles Knight, aka Tankboy - actor și cascador live

## L
- Peter Land - actor West End și Broadway, cântăreț
- Lucy Lawless - actriță, Xena: Warrior Princess, Spartacus: Blood și Sand
- Bruno Lawrence (dec.) - actor și muzician alături de trupa Blerta (născut în Anglia)
- Nathaniel Lees - actor
- Melanie Lynskey - actriță la Hollywood

## M
- Robyn Malcolm - actriță
- Rose McIver - actriță
- Bret McKenzie - membru al duo-ului de comedie  Flight of the Conchords
- David McPhail - actor
- Michael Miles - gazdă jocuri
- Temuera Morrison - actor
- Ian Mune - actor, regizor, scenarist

## N
- Sam Neill - actor (născut în Irlanda de Nord, crescut în Noua Zeelandă)

## O
- Dean O'Gorman - actor
- Rena Owen - actriță

## P
- Anna Paquin - actriță (născută în Canada, crescută în Noua Zeelandă)
- Rawiri Paratene - actor
- Craig Parker - actor, Shortland Street, Legend of the Seeker, Spartacus: Blood și Sand
- Nyree Dawn Porter - actriță
- Simon Prast - actor
- Antonia Prebble - actriță

## R
- Chris Rankin - actor
- Clive Revill
- Greer Robson - actriță
- Ilona Rodgers - actriță
- James Rolleston - actor
- Caleb Ross - actor
- Alison Routledge - actriță
- Jay Ryan - actor Beauty & the Beast

## S
- Madeleine Sami - actriță
- Emmett Skilton - actor
- Kerry Smith (dec.) - actriță
- Kevin Smith (dec.) - actor
- Miriama Smith - actriță
- Ewen Solon - actor
- Antony Starr - actor, Banshee, Outrageous Fortune, Rush, Tricky Business
- Matthew Sunderland - actor

## T
- Inia Te Wiata - opera cântăreț, actor, sculptor
- Erik Thomson
- Selwyn Toogood - actor și gazdă jocuri
- John Tui - actor
- Lani Tupu - actor
- Jared Turner - actor

## U
- Karl Urban - actor

## W
- Matt Whelan - actor
- Davina Whitehouse - actriță (născută în UK)
- Annie Whittle - actriță și cântăreață
- Katie Wolfe - actriță

## Vezi și
- Listă de regizori neozeelandezi

Format:Cinematografia neozeelandeză